# Beiyanerpeton jianpingensis
Beiyanerpeton jianpingensis (do chinês: "Beiyan" norte de Yan (estado) + do grego: herpeton, animal rastejante; + Jianping, cidade próxima à localidade de descoberta do fóssil + ensis, pertencente à) é uma espécie extinta de anfíbio caudado conhecido do Jurássico Superior do oeste da província de Liaoning, China. É a única espécie descrita para o gênero Beiyanerpeton.

## Descoberta
O Beiyanerpeton jianpingensis é conhecido apenas pelo holótipo, um esqueleto articulado quase completo com exposição ventral. Vários espécimes não numerados são também referidos a esta espécie, e consistem de esqueletos articulados craniais e pós-craniais. O espécie-tipo foi coletado em Guancaishan, perto de Jianping na província de Liaoning, na formação Tiaojishan ou formação Lanqi, datando do estágio oxfordiano no período Jurássico Superior, com cerca de 157 milhões de anos atrás.